# 蓋星階
蓋星階（？年—？年），號平三，山東武定府蒲台縣人，由道光庚戌科進士，任儀隴縣知縣，同治元年五月署四川順慶府岳池縣知縣。是一位政治人物，明清時曾在四川順慶府岳池縣（位於今四川東北部，武周萬歲通天二年分南充、相如二縣置，是一個千年古縣）擔任官吏。曾知四川儀隴縣，任內親自在當地金粟書院講學，并資助優秀學生，鼓勵後進。